# 白金龙 (电影)
《白金龙》是第一部在粤、港、沪三地都十分卖座的粤语有声电影。由上海天一电影公司出品，邵醉翁监制，湯曉丹导演，薛覺先和唐雪卿主演，外型俊朗的薛覺先飾演浪漫不羈的富家子「白金龍」，展現他的獨特唱腔。
1935年邵醉翁位於北帝街的片廠大火，《白金龙》的底片付之一炬。
此劇是薛覺先粵劇戲寶，改編自美國默片《郡主與侍者》（1926），1933年公映後多次重映，在星馬上映轟動一時。1937年，天一港廠易名後的南洋影片公司,再找薛覺先拍《續白金龍》，由薛觉先和高梨痕导演；主角繼續是薛覺先和唐雪卿夫婦；其他演員還有黄曼梨、林妹妹和范觉非等。拍摄过程中曾三度失火、三度重拍。在第二次失火后，薛觉先要到南洋与觉先剧团演出；拍摄过程中，邵醉翁与薛觉先亦不和，因此到1937年方才上映。影片叙述一个三女一男现代爱情故事，其中一幕讲一男子再婚之夜发现新娘子就是前妻。
1947年，薛觉先拍摄《新白金龙》。由大中华电影公司出品，扬工良导演。